# Арат, Рашид Рахмати
Рашид Рахмати Арат (урожд. Абдурашид Исмятулла улы Рахмати) — турецкий филолог татарского происхождения. Основоположник филологии в Турции, видный специалист по древнеуйгурскому языку.

## Биография
Абдурашид Исмятулла улы Рахмати родился в 1900 году в деревне Старый Узюм, расположенной примерно в 50 км к северо-западу от Казани. В 1906—1910 годах он посещал начальную школу в родном селе. После окончания школы дядя увёз Рашида в город Кизляр (ныне — Петропавловск), где мальчик вначале три года обучался русскому языку дома, а затем учился в фельдшерской школе (1914—1915) и в местном лицее (1916—1918). Тогда же он благодаря своему покровителю Хусейну Абдюшу стал выступать под псевдонимом Арат (Труженик) в местных татарских газетах «Берлек» («Единство») и «Яшьлек таны» («Заря юности»). В последней газете он уже подписывался нередко и «Казанлы» («Казанский»).
Во время обучения в выпускном классе произошла Октябрьская революция, и Арата забрали в Челябинское военное училище, откуда он был отчислен из-за плохого здоровья. Вместе с другими татарами Арат отправился в Харбин, где в конце концов он стал участвовать в деятельности Ассоциации казанских тюрков, и его статьи стали появляться в их журналах. В 1921 году он окончил среднюю школу. Во время своего пребывания в Харбине он получил финансовую и духовную помощь от имама Инайет Ахмеди и своего друга детства Хусейна Абдюша. В Харбине Арат устроился в редактируемую Инадом Ахмеди газету «Йорак Шарке» («Дальний Восток»), Здесь Рашид проработал до 1925 года, а затем в связи с закрытием издания перешел в газету «Милли байрак» («Национальное знамя»), В эти годы он даже пытался организовать свою газету «Безнен юл» («Наш путь»), но не смог осилить это дело из-за отсутствия средств и на короткое время стал учителем в местной татарской школе.
Между тем его не покидала ещё юношеская мечта о высшем образовании. В 1922 году Рахмати, не оставляя журналистскую работу, с помощью того же своего покровителя Хусейна Абдюша выезжает в Берлин и поступает на филологический факультет Берлинского университета. Тогда этот город был одним из центров изучения истории, языка, филологии тюркских народов. Молодые тюркологи, приехавшие сюда из Стамбула, Баку, Казани, Ташкента и других мест, даже организовали здесь научно-просветительское объединение «Общество учителей тюркских народов», где с первым, но не последним научным докладом о Габдулле Тукае выступил и молодой Рашид. Позднее это объединение приобрело более конкретные очертания и стало называться «Обществом тюрко-татарских учителей в Германии».
В 1923 году Арат начал учиться в докторантуре на философском факультете Берлинского университета у Вильгельма Банг-Каупа. В 1927 году он представил свою диссертацию под названием Die Hilfsverben und Verbaladverbien im Altaischen («Вспомогательные глаголы и глагольные наречия на алтайском языке»). В том же году он женился на татарке-враче по имени Рабия Ханым. У них родились две дочери: Суюм (1931 г.р.) и Айсу (1935 г.р.).
В 1925 году Рахмати Арат окончательно перебрался в Берлин. Здесь он начал активно участвовать в общественной жизни, становится сотрудником издаваемого Гаязом Исхаки журнала «Милли юл» («Национальный путь»), избирает стезю учёного. С помощью Али Биктимира и Шакира Юсуфа организует выпуск журнала «Ирек йери» («Свободная земля»). Параллельно он успешно учится в Берлинском университете, блестяще его заканчивает и в 1927 году получает степень доктора философии. Тогда же его принимают преподавателем северо-тюркских языков в Берлинский университет. И одновременно он становится помощником научного сотрудника в Берлинской академии наук.
В 1933 году по приглашению турецкого Министерства просвещения Рахмати Арат переезжает в Турцию, и его избирают профессором кафедры тюркских языков и литературы Стамбульского университета. Кроме того, он принимает предложение известного учёного Фуата Корпю-оглы и становится сотрудником, а затем — заведующим отделом Института тюркологии. Дважды, в 1949—1950 и 1950—1951 годах Рахмати Арат по приглашению Лондонского университета читает в нём курсы лекций. Выступая в иноязычной аудитории, он не нуждался в переводчиках, в совершенстве владея турецким, русским, немецким, французским и английским языками. Учёный с равным успехом писал на этих языках.
Скончался Рашид Рахмати 24 ноября 1964 года после непродолжительной, но тяжёлой болезни.

## Научный вклад
Научная деятельность Рахмати Арата продолжалась почти 40 лет. В целом научная библиография Рахмати насчитывает более 120 работ. В круг его интересов входили как проблемы истории, так и языка и литературы, но в основном тюркоязычных народов.
Первой научной публикацией стала статья о туркменском зпосе «Кутадгу Белик», опубликованная в 1926 году. С тех пор ученый неоднократно возвращался к этой теме. Так, в 1947 году он впервые опубликовал полный текст указанного эпоса, а позднее в шестом-седьмом томах «Энциклопедии ислама» появились достаточно полные комментарии к «Кутадгу Белик». ВС этого времени учеными в разных изданиях Турции и Европы публикуются статьи о многих исторических и литературных явлениях в жизни народов Поволжья и Приуралья. Это материалы об Астрахани и Казани, башкирах и поволжских татарах, Касимовском царстве и кипчаках, татарах Финляндии и Габдулле Тукае и т. п., увидевшие свет в основном в таких серийных изданиях, как «Энциклопедия ислама», «Тюркская культура» и некоторых других.
Тогда же, в 20-е годы определяется интерес Рахмати к истории, языку и эпосу восточных тюрок — хакасов, уйгуров и других. Начало было положено статьей о стране и людях Восточной Тюркии, вышедшей на немецком языке, затем последовали серьезные публикации об уйгурах (героический эпос, алфавит, общество и т. п.). Ученый даже выделяет в истории тюркских народов целый уйгурский период.